# باتریسیا گررا
باتریسیا گررا (اسپانیایی: Patricia Guerra‎؛ زادهٔ ۲۱ ژوئیه ۱۹۶۵) قایقران قایق بادبانی اهل اسپانیا است.
وی در مسابقات کشوری و بین‌المللی در مجموع برندهٔ ۱ مدال طلا شده‌است.